# 郑旭煜
郑旭煜（1914年—2002年），男，江西瑞金人，中华人民共和国军事人物，中国人民解放军少将，曾任河北省军区副政治委员。